# 1754
1754 (MDCCLIV) byl rok, který dle gregoriánského kalendáře započal úterým.

## Události
- 16.–17. května – velký požár Židovského města v Praze
- 28. května – Začala Francouzsko-indiánská válka.
- 13. prosince – Po 24 letech vlády zemřel osmanský sultán Mahmud I. a na jeho místo nastoupil nevlastní bratr Osman III.
- Na zámku Veltrusy byl uspořádán první veletrh v českých zemích, tzv. Velký trh tovarů Království českého, za účasti panovnice Marie Terezie a Františka Štěpána Lotrinského.

### Probíhající události
- 1754–1763 – Francouzsko-indiánská válka

## Vědy a umění
- 15. června – Přírodovědec a vynálezce Prokop Diviš sestavil v Příměticích u Znojma první zemněný bleskosvod.
- 9. září – Za přítomnosti císařovny Marie Terezie a Františka I. Štěpána Lotrinského byl vysvěcen sloup Nejsvětější Trojice v Olomouci

## Narození

### Česko

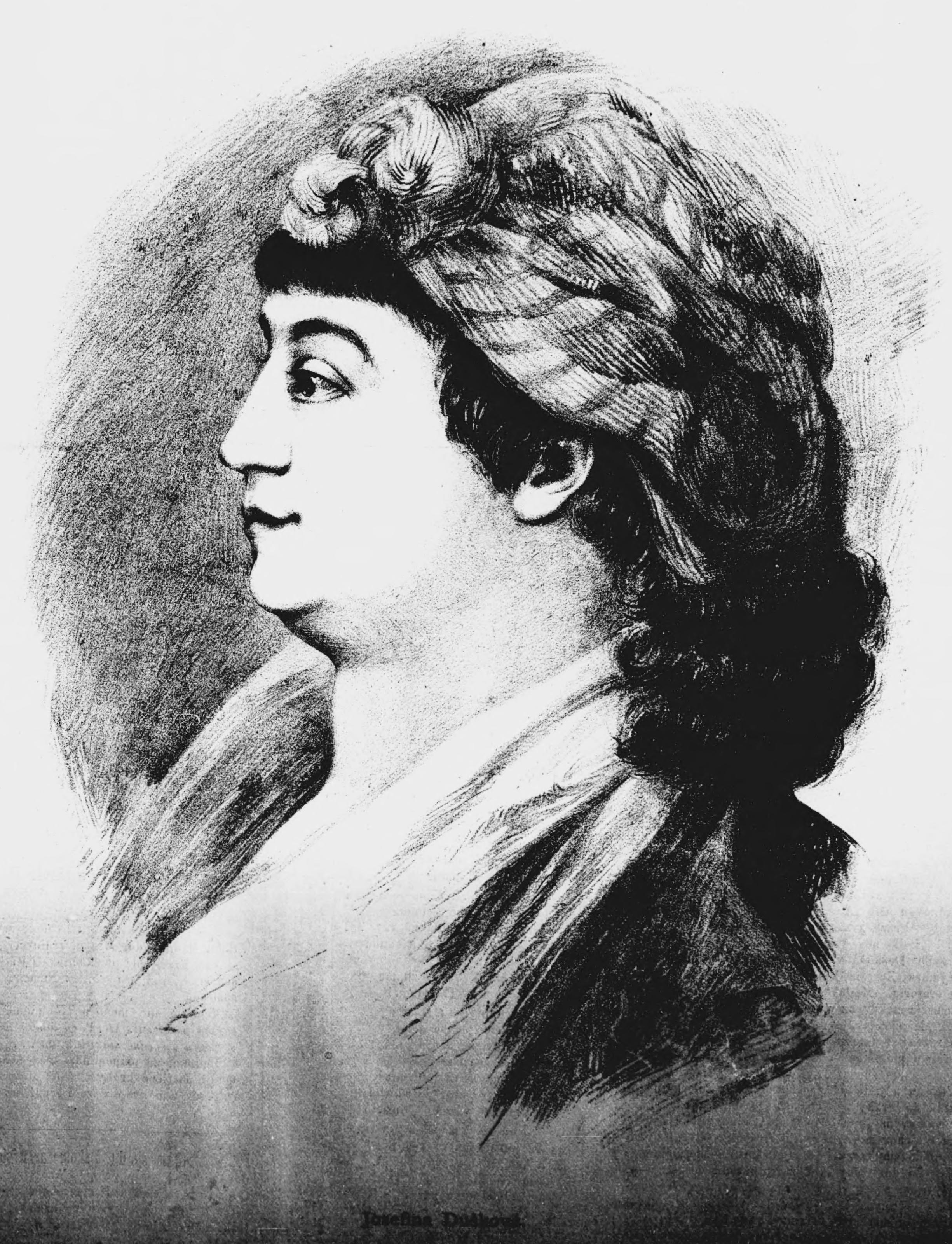
Josefína Dušková (* 6. března)

- 31. ledna – Ignác Jaksch, arciděkan v Horní Polici († 16. dubna 1824)
- 6. března – Josefína Dušková, operní pěvkyně († 8. ledna 1824)
- 17. března – Jan Jáchym Kopřiva, hudební skladatel, varhaník a pedagog († 17. srpna 1792)
- 9. dubna – Antonín František Bečvařovský, hudební skladatel († 15. května 1823)
- 8. září – Josef Mader, právník a numismatik († 25. prosince 1815)
- neznámé datum
  - Jan František Majer, mistr kameník († 1815)
  - František Majer, mistr kameník († 1813)

### Svět

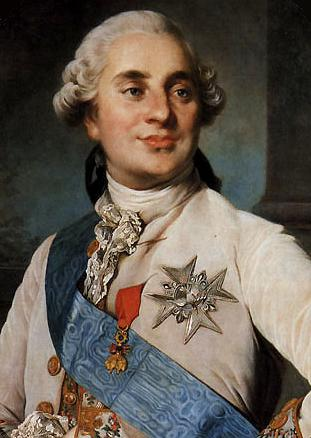
Ludvík XVI. (* 23. srpna)

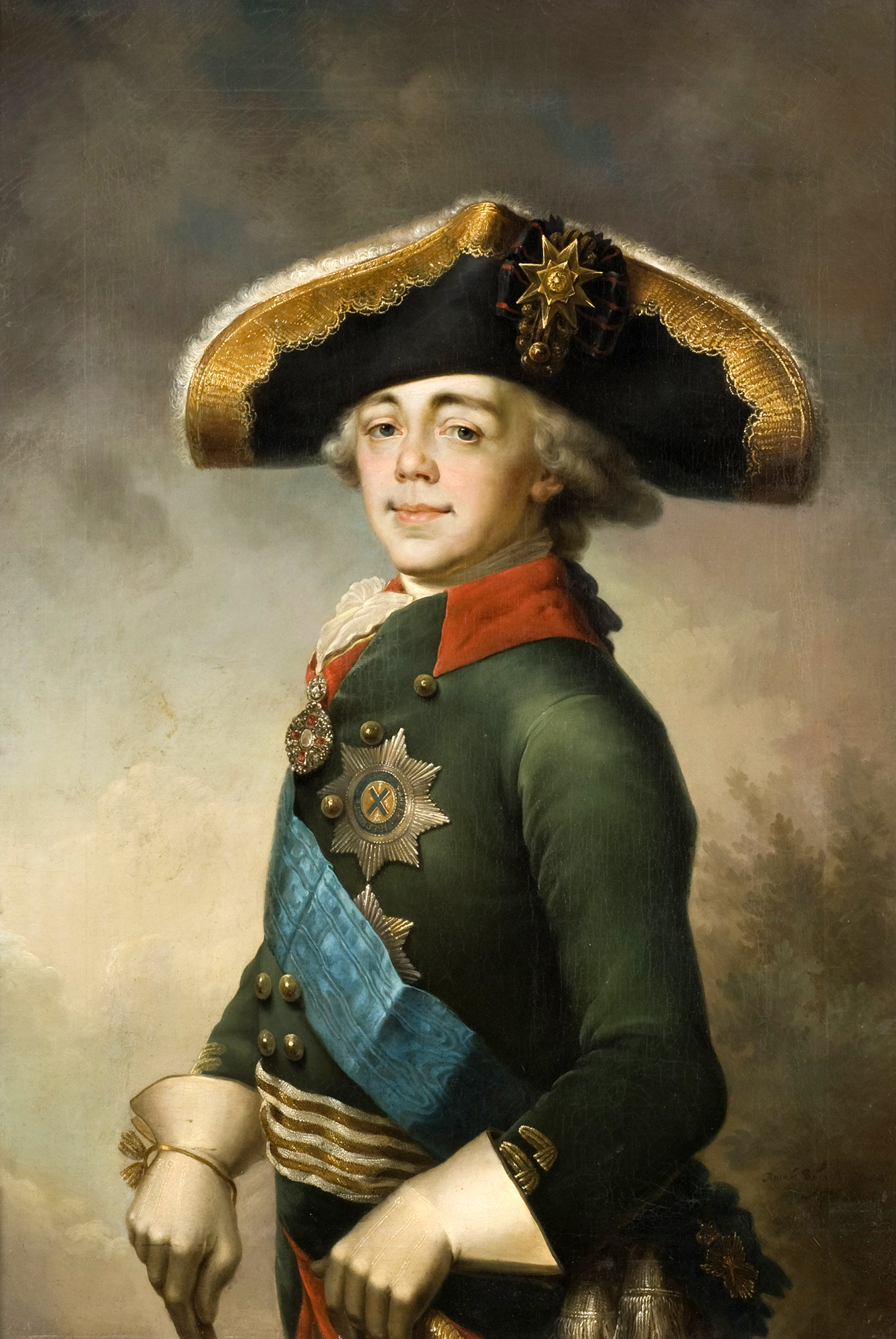
Pavel I. (* 1. října)

- 10. ledna – Attilio Zuccagni, italský botanik († 21. října 1807)
- 14. ledna – Jacques Pierre Brissot, francouzský revolucionář († 31. října 1793)
- 2. února – Charles Maurice de Talleyrand-Périgord, francouzský státník a diplomat († 17. května 1838)
- 19. února – Vincenzo Monti, italský básník († 13. října 1828)
- 11. března – Juan Meléndez Valdés, španělský básník († 24. května 1817)
- 15. března – Charles Manners, 4. vévoda z Rutlandu, britský státník a irský šlechtic († 24. října 1787)
- 23. března – Jurij Vega, slovinsko-rakouský generál, matematik a fyzik († 26. září 1802)
- 29. dubna – Ferenc Széchényi, uherský šlechtic, učenec a filantrop († 13. prosince 1820)
- 2. května – Vicente Martín y Soler, španělský skladatel († 30. ledna 1806)
- 7. května – Joseph Joubert, francouzský moralista a esejista († 4. května 1824)
- 10. května – Asmus Jacob Carstens, německý malíř († 25. května 1798)
- 13. května – Jean Joseph Ange d'Hautpoul, francouzský generál († 12. února 1807)
- 19. května – Carl August Wilhelm Berends, německý lékař a filozof († 1. prosince 1826)
- 23. května – Andrea Appiani, italský malíř († 8. listopadu 1817)
- 31. května – Catherine-Dominique de Pérignon, francouzský generál, císařský maršál († 25. prosince 1818)
- 1. června – Ferdinand Karel Habsbursko-Lotrinský, rakouský arcivévoda, syn Marie Terezie († 24. prosince 1806)
- 20. června – Amálie Hesensko-Darmstadtská, dědičná bádenská princezna († 21. června 1832)
- 28. června – Claude François de Malet, francouzský generál († 29. října 1812)
- 20. července – Antoine Destutt de Tracy, francouzský filozof a politik († 9. března 1836)
- 31. července – Bon-Adrien-Jeannot de Moncey, francouzský generál († 20. dubna 1842)
- 2. srpna – Pierre Charles L'Enfant, francouzsko-americký architekt a zeměměřič († 14. června 1825)
- 23. srpna – Ludvík XVI., francouzský král († 21. ledna 1793)
- 9. září – William Bligh, anglický viceadmirál a mořeplavec († 7. prosince 1817)
- 19. září – Louis Claude Marie Richard, francouzský botanik († 7. června 1821)
- 26. září – Joseph Louis Proust, francouzský chemik, objevitel hroznového cukru – glukózy († 5. července 1826)
- 1. října – Pavel I., ruský car († 23. března 1801)
- 2. října – Louis-Gabriel de Bonald, francouzský filosof a politik († 23. listopadu 1840)
- 6. listopadu – Fridrich I. Württemberský, první württemberský král († 30. října 1816)
- 8. listopadu – Martin Johann Wikosch, rakouský historik moravského původu († 28. října 1826)
- 27. listopadu – Georg Forster, německý přírodovědec († 10. ledna 1794)
- 20. prosince – Joseph Schubert, německý houslista a skladatel († 28. července 1837)
- 24. prosince – George Crabbe, anglický básník († 3. února 1832)
- neznámé datum
  - William Cunnington, anglický archeolog († 31. prosince 1810)
  - Abraham Abramson, pruský razič mincí († 28. července 1811)
  - Usman dan Fodio, fulbský mystik a filosof († 1817)
  - László Baka, reformovaný kazatel († 7. srpna 1820)

## Úmrtí

### Česko
- únor – Zacharias Hoffmann, barokní stavitel a řezbář (* 1678)
- 24. listopadu – Josef Klaus, kanovník katedrální kapituly u sv. Štěpána v Litoměřicích (* 16. listopadu 1690)

### Svět
- 16. února – Richard Mead, anglický lékař a epidemiolog (* 11. srpna 1673)
- 4. března – Leopold Filip z Arenbergu, rakouský generál (* 14. října 1690)
- 6. března – Henry Pelham, britský státník (* 25. září 1694)
- 30. dubna – Marie Tereza Felicitas d'Este, princezna z Modeny a vévodkyně z Penthièvre (* 6. října 1726)
- 9. května – Christian Wolff, německý filozof (* 24. ledna 1679)
- 18. května – Ignacio de Luzán, španělský básník (* 28. března 1702)
- 28. června – Ludvig Holberg, norský spisovatel a historik (3. prosince 1684)
- 14. srpna – Marie Anna Josefa Habsburská, portugalská královna (* 7. září 1683)
- 26. srpna – Charles Paulet, 3. vévoda z Boltonu, britský generál a šlechtic (* 3. září 1685)
- 8. října – Henry Fielding, anglický spisovatel (* 22. dubna 1707)
- 12. listopadu – Jacob de Wit, nizozemský malíř (* 19. prosince 1695)
- 27. listopadu – Abraham de Moivre, francouzský matematik (* 26. května 1667)
- 8. prosince – Charlotte Cavendishová, markýza z Hartingtonu, anglická šlechtična (* 27. října 1731)
- 12. prosince – Wu Ťing-c’, čínský spisovatel (* 1701)
- 13. prosince – Mahmud I., osmanský sultán (* 2. srpna 1696)
- neznámé datum – Višvanátha Čakravartí Thákura, indický náboženský myslitel (* 1654)

## Hlavy států
- Francie – Ludvík XV. (1715–1774)

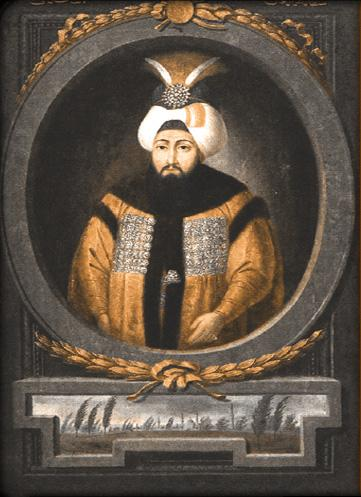
Osmanským sultánem se stal Osman III.

- Habsburská monarchie – Marie Terezie (1740–1780)
- Osmanská říše – Mahmud I. (1730–1754) / Osman III. (1754–1757)
- Polsko – August III. (1734–1763)
- Prusko – Fridrich II. (1740–1786)
- Rusko – Alžběta Petrovna (1741–1762)
- Španělsko – Ferdinand VI. (1746–1759)
- Švédsko – Adolf I. Fridrich (1751–1771)
- Velká Británie – Jiří II. (1727–1760)
- Svatá říše římská – František I. Štěpán Lotrinský (1745–1765)
- Papež – Benedikt XIV. (1740–1758)
- Japonsko – Momozono (1747–1762)